# Paradorippe granulata
Paradorippe granulata (лат.) — вид крабов морских крабов из семейства Dorippidae. Ширина карапакса превосходит длину, составляющую 5 см. Он плоский, скульптурирован грубыми гранулами. Первые четыре пары ходильных ног хорошо развиты, используются для передвижения, две следующие пары короткие, тонкие и сдвинуты на спину. Ими он удерживает створку раковины, которой прикрывает свой карапакс и конечности для маскировки от врагов. Живёт на глубине от 1 до 15 м, в основном на илистых и илисто-песчаных грунтах. Вид из северо-западной части Тихого океана, встречается от залива Петра Великого до Гонконга и от острова Хоккайдо до острова Кюсю. Охранный статус вида не определён, он безвреден для человека, объектом промысла не является.